# Il figliol prodigo (Prokof'ev)
Il figliol prodigo (titolo originale francese Le fils prodigue, in russo Блудный сын), op.46, è un balletto di Sergej Sergeevič Prokof'ev scritto nel 1928; la coreografia originale fu di George Balanchine realizzata per i Balletti russi di Sergej Djagilev.

## Storia
Nonostante il successo ottenuto con Le pas d'acier del 1927 Djagilev non commissionò a Prokof'ev un altro balletto; fu il compositore, raggiungendo l'impresario a Montecarlo l'anno successivo per la nuova stagione dei Balletti russi, a intraprendere una trattativa con lui ottenendo, nel mese di settembre, l'incarico per una nuova realizzazione.
Il nuovo balletto proposto era ispirato alla parabola del figlio prodigo tratta dal Vangelo secondo Luca. Prokof'ev scrisse rapidamente la partitura, in poco più di un mese, terminandola nell'ottobre 1928. L'incarico per la parte coreografica fu affidato a Balanchine, il libretto a Boris Kochno, le scene e i costumi a Georges Rouault. La messa in scena del balletto subì però parecchi inconvenienti; Rouault terminò la scenografia con grande ritardo e Prokof'ev mosse diverse critiche alla coreografia di Balanchine ritenendola troppo astratta, anche Djagilev fece numerose obiezioni al musicista per la partitura. Nonostante tutto il balletto andò infine in scena a Parigi al Théâtre Sarah Bernhardt il 21 maggio 1929 con la direzione dell'autore; interpreti principali furono Serge Lifar (il figliol prodigo), Felia Doubrovska, Michael Federov, Léon Woizikowsky, Anton Dolin. Nella stessa serata venne rappresentato anche Renard di Stravinskij diretto dall'autore.
Da questo lavoro Prokof'ev trasse alcune parti inserendole nella sua Sinfonia n. 4, Op. 47 del 1930; poiché il lavoro venne fatto velocemente, il musicista ha semplicemente trasportato i brani senza modificarli dalla partitura del balletto.

## Argomento
Il balletto è costituito da tre scene che comprendono dieci episodi, ognuno dei quali dura circa tre minuti. Il racconto è solo in parte ispirato dalla parabola evangelica, con omissioni e diverse aggiunte necessarie all'azione scenica. 

### Prima scena
Un giovane, dopo una discussione con il padre, vuole partire in compagnia di due amici occasionali; le sorelle tentano invano di trattenerlo. Il ragazzo è in cerca di avventure e, spavaldamente, respinge con forza ogni tentativo di dissuasione.

### Seconda scena
In un paese lontano, sotto un tendone, un gruppo di strani uomini, calvi e balzandozi, si diverte intorno a una tavola ricca di vivande. Il giovane entra con i suoi amici e tenta di avvicinarsi a quelle strane persone che si mostrano, però, subito diffidenti; quando il ragazzo offre loro da bere ecco che cambiano atteggiamento e lo accolgono festosamente. Improvvisamente appare una bellissima sirena vestita di rosso con un grande mantello; il giovane, subito attratto dalla donna, viene irretito in un gioco di seduzione. Come stordito, viene fatto ubriacare dai due compagni e alla fine depredato di tutto dagli strani uomini, dalla sirena e anche dai falsi amici; quando si riprende se ne va in preda alla disperazione. Nella tenda rientra la sirena e la tavola si trasforma come per magia in un vascello.

### Terza scena
Il figliol prodigo, affranto per il rimorso, decide di ritornare nella sua terra dalla famiglia. Vestito di stracci, stremato, giunge davanti alla sua tenda e cade svenuto. La famiglia gli si avvicina con apprensione, il giovane chiede perdono al padre che lo abbraccia e lo rassicura.

## Scene, costumi e coreografia
Rouault, mentre preparava l'edizione del suo ciclo di stampe del Miserere, trovò il tempo per creare, su richiesta di Djagilev, le scene e i costumi per Il figliol prodigo. La prima e la terza scena, più aderenti al racconto evangelico, sono rappresentate con scenari simili, con un identico fondale che riproduce due tendoni posti vicino a un molo; sul fondo un faro e due imbarcazioni ancorate. La seconda parte rappresenta una grande tenda, al centro vi è una tavola imbandita con vivande; sullo sfondo, appena accennate, appaiono delle persone. I costumi sono a tinte scure, marroni quelli del padre e delle due sorelle. Il giovane e i compagni sono invece vestiti con colori chiari e in mezzo spicca il rosso acceso dell'abito della sirena.
Balanchine realizzò questa coreografia agli esordi della sua carriera, a soli 24 anni. Il balletto rivela un aspetto marcatamente espressionista e presenta numerosi richiami alla simbologia fiabesca russa. Gli spunti religiosi della parabola sono rispettati nella prima e terza scena, mentre nella seconda è realizzata una sorta di fantastico divertimento dagli aspetti grotteschi, ben sottolineato dalla musica di Prokof'ev . La coreografia è molto vitale, dinamica e presenta, parecchi anni prima di Maurice Béjart, blocchi di ballerini che interagiscono, si scompongono e si riassemblano con atteggiamenti primitivi, quasi animaleschi. È un balletto questo quasi interamente maschile che presenta però, al centro, il polo d'attrazione di un passo a due del protagonista con la sirena. La coreografia di Balanchine, estremamente espressiva e quasi violenta, sarà rinnegata dopo molti anni dal coreografo che ormai aveva trovato la sua cifra stilistica di creatore neoclassico, stilizzato ed estremamente raffinato.

## Organico
Ottavino, due flauti, due oboi, corno inglese, due clarinetti, clarinetto basso, due fagotti, controfagotto, quattro corni, due trombe, tre tromboni, basso tuba, piatti, timpani, triangolo, rullante, grancassa, tamburello, archi.

## Edizioni successive e altre realizzazioni
La coreografia di Balanchine fu ripresa numerose volte con altre compagnie.

Nel 1950 fu realizzata dal New York City Ballet con Jerome Robbins interprete principale. Nel 1965, sempre con il New York City Ballet, a Spoleto, Il Figliol prodigo ebbe in Edward Villella un notevole interprete. Nel 1973 il Royal Ballet lo rappresentò a Londra e lo portò poi nel luglio 1976, durante un tour, al Festival internazionale del balletto di Nervi. Il balletto fece parte anche del programma del Teatro alla Scala per la stagione 2009-2010.

Altre coreografie furono realizzate da Aurel Milloss a Roma nel 1941 e poi al Teatro Comunale di Bologna nel 1977. Il coreografo Mario Pistoni creò una nuova versione, in stile contemporaneo, nel 1962 per la Scala di Milano con scene e costumi di Emanuele Luzzati.